# اتحاد انقلابیون برای اصلاحات
اتحاد انقلابیون برای اصلاحات همچنین با نام اختصاری عربی آن السائرون، شناخته می‌شود، یک ائتلاف انتخاباتی در عراق است که برای برگزاری انتخابات مجلس عراق (۲۰۱۸) تشکیل شده است. اجزای اصلی این ائتلاف را جریان صدر و حزب کمونیست عراق تشکیل می‌دهند.
در انتخابات مجلس عراق در سال ۲۰۱۴ میلادی، جریان صدر به کمک چند حزب دیگر، ائتلاف الاحرار را تشکیل داد. ائتلاف الاحرار ۳۴ کرسی را در انتخابات سال ۲۰۱۴ به دست آورد. ائتلاف الاحرار در ابتدا از دولت حیدر عبادی که بهاء الأعرجی به عنوان یکی از معاونان نخست‌وزیر بود، حمایت کرد.